# Cimitero di Sainte-Catherine
Il cimitero di Sainte-Catherine (in italiano cimitero di Santa Caterina, in francese cimetière de Sainte-Catherine), situato nel V arrondissement, è stato un cimitero di Parigi sorto nel XVIII secolo e chiuso agli inizi del XIX secolo.
Come tutti i cimiteri parrocchiali dell'epoca, possedeva una camera mortuaria decorata con un obelisco in pietra a forma di grande croce, prelevato dal vecchio Cimitero degli Innocenti.
I morti venivano per lo più sepolti in fosse comuni molto profonde.

## Storia
I primi lavori di realizzazione di questo cimitero risalgono al 20 ottobre 1780, tramite alcune concessioni ottenute dall'ospedale di Santa Caterina. Il cimitero cominciò a delinearsi con l'ottenimento delle Catherinettes, ovvero una serie di strisce di terreno adiacenti al vicino Cimitero di Clamart, ove furono immediatamente seppelliti i primi deceduti in quanto buona parte dei cimiteri parrocchiali parigini, oltre ad essere vecchi e decadenti, eccedevano anche di sepolture e per questo vennero chiusi su decisione della Comune di Parigi. 

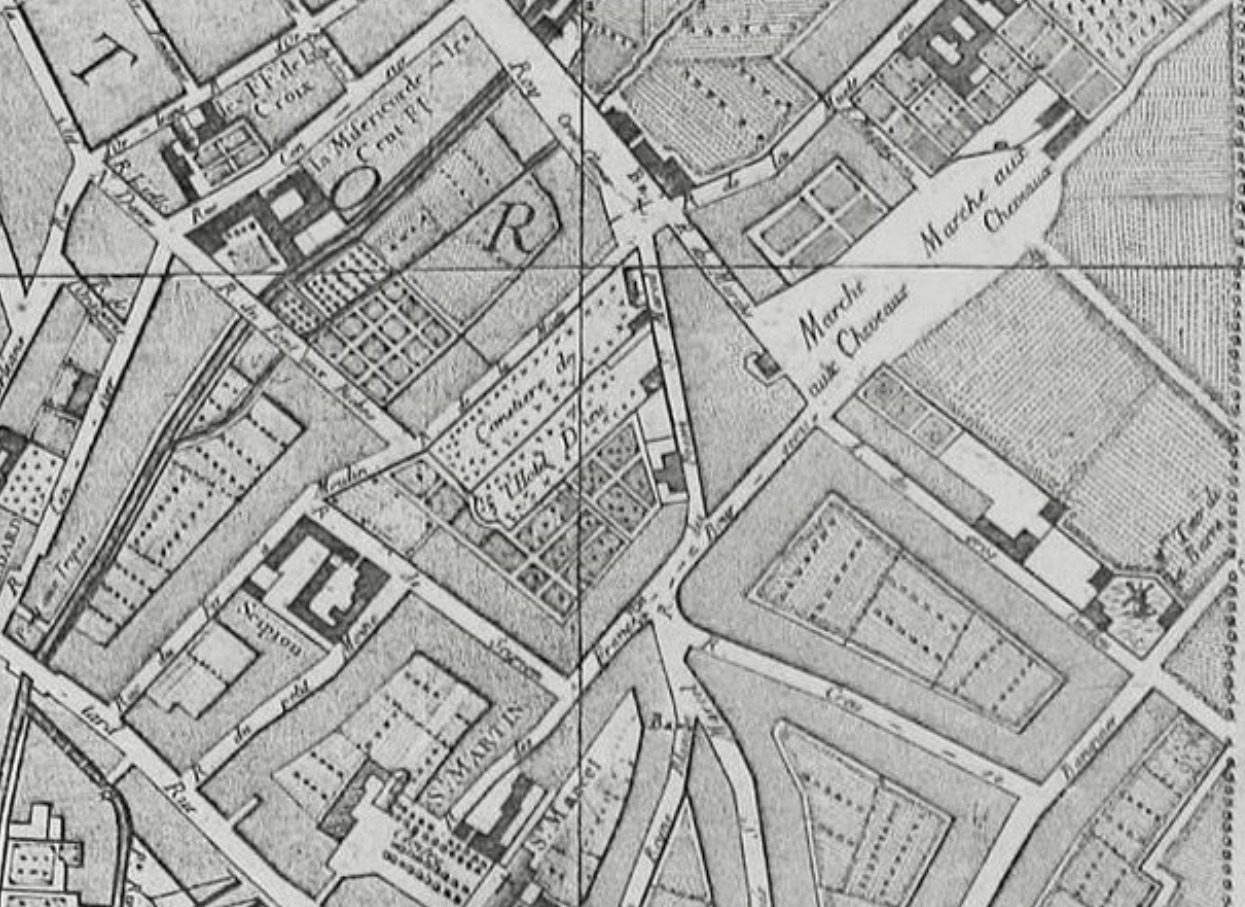
Piano realizzato dall'architetto Deharme (1763) con i due cimiteri.

Ben presto, il Cimitero di Sainte-Catherine arrivò a prevalere sul Clamart, ospitando deceduti provenienti da varie parrocchie, come le chiese di Saint-Jacques-de-la-Buocherie, di Saint-Leu-Saint-Gilles, di Saint-Sauveur, dei Santi Innocenti (per pochi anni), di Saint-Martin-du-Cloître, di Saint-Hyppolite e di Saint-Louis-en-l'Ile.
A partire dal 21 gennaio 1790, nel cimitero venne realizzata una fossa specifica, destinata per la sepoltura dei criminali giustiziati.
Il cimitero continuò ad esistere fino al 1824; con la sua chiusura furono condotti, per 16 anni, lavori di riesumazione e i resti dei deceduti vennero trasferiti alle Catacombe di Parigi. Nel 1840 furono riscontrate 304 tombe ancora vuote e a partire dal 1857 scomparve unilateralmente, con la costruzione di vari edifici al suo posto.
Si è stimato che dall'apertura alla chiusura, questo cimitero arrivò ad ospitare appena 4.000 deceduti.